# Клагенфурт-ам-Вёртерзе
Кла́генфурт-ам-Вёртерзе (нем. Klagenfurt am Wörthersee) или просто Кла́генфурт (нем. Klagenfurt, бав. Klognfuat, словен. Celovec, слав. Целовец — Целовец, Celovec ob Vrbskem jezeru) — город на юге Австрии, административный центр федеральной земли Каринтия.
Площадь города составляет 120,12 км², население — 101 765 человек (1 января 2021), плотность населения — 843 чел./км². Более 1700 чел. населения составляют каринтийские словенцы.
Официальное название до 1 февраля 2008 — Клагенфурт.

## География
Город расположен на реке Глан в альпийской долине Дравы в 4 км к востоку от озера Вёртер-Зе. Крупный транспортный центр на пересечении важных автомобильных и железнодорожных путей. Имеется небольшой международный аэропорт Клагенфурт.

## История
По легенде город основал герцог Каринтии Герман фон Шпанхайм. Первое упоминание о населённом пункте под названием Форум-Клагенвурт относится к 1193—1199 гг. В 1246—1252 гг. Клагенфурт получил городские права и быстро стал одним из крупнейших городов Каринтийского герцогства, а позднее — и его столицей.
В 1945 был освобождён от Германской оккупации войсками Югославии.
В 9 км от центра современного города Клагенфурт-ам-Вёртерзе находился римский город Вирунум.

## Население
| Год  | Численность |
| ---- | ----------- |
| 1869 | 23302       |
| 1889 | 27137       |
| 1890 | 29511       |
| 1900 | 36057       |
| 1910 | 45161       |
| 1923 | 43536       |
| 1934 | 53000       |
| 1939 | 61286       |
| 1951 | 68187       |
| 1961 | 75684       |
| 1971 | 82840       |
| 1981 | 87321       |
| 1991 | 89415       |
| 2001 | 90141       |
| 2011 | 94483       |
| 2021 | 101765      |

## Климат
| Показатель                    | Янв. | Фев. | Март | Апр. | Май  | Июнь  | Июль  | Авг. | Сен. | Окт. | Нояб. | Дек. | Год   |
| ----------------------------- | ---- | ---- | ---- | ---- | ---- | ----- | ----- | ---- | ---- | ---- | ----- | ---- | ----- |
| Средний суточный максимум, °C | 0,3  | 4,4  | 10,3 | 14,9 | 20,2 | 23,4  | 25,5  | 25,1 | 20,6 | 14,2 | 5,8   | 0,8  | 13,8  |
| Средний суточный минимум, °C  | −7,2 | −5,4 | −1,3 | 2,8  | 7,8  | 11,1  | 12,9  | 12,7 | 9,0  | 4,3  | −1    | −5,2 | 3,4   |
| Норма осадков, мм             | 30,9 | 35,2 | 50,2 | 64,5 | 78,5 | 113,5 | 117,6 | 98,6 | 89,7 | 82,9 | 78,9  | 48,9 | 889,4 |
| Источник: World Weather       |      |      |      |      |      |       |       |      |      |      |       |      |       |

## Спорт
В городе базируются хоккейный клуб «Клагенфурт», 31 раз становившийся чемпионом Австрии, футбольный клуб «Аустрия Клагенфурт».
В 1969 году в городе на озере Вёртер-Зе проходил чемпионат Европы по гребле.
Клагенфурт был претендентом на Зимние Олимпийские игры 2006 года.
На городском стадионе «Хипо-Арена» были проведены 3 матча чемпионата Европы по футболу в 2008 году.
Клагенфурт-ам-Вёртерзе был кандидатом на проведения конкурса Евровидение 2015

## Культура, образование

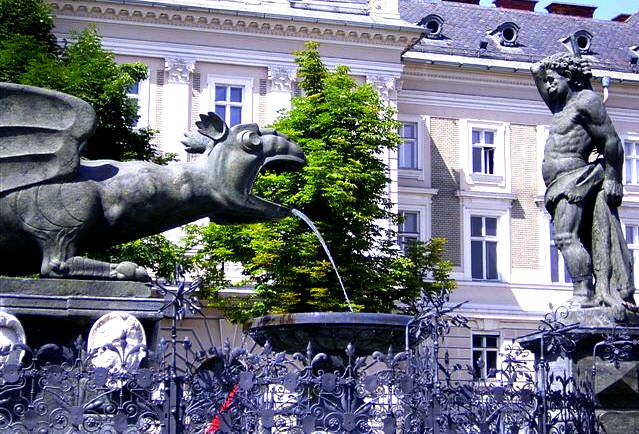
Фонтан Дракона в Клагенфурте

Среди достопримечательностей наибольшее значение имеет старый город со своей центральной площадью Альтер-плац, Фонтан Дракона, а также озеро Вёртер-Зе, которое считается самым тёплым из альпийских озёр. 
В городе расположен Университет Клагенфурта и планетарий Астрономического союза Каринтии. На окраине Клагенфурта находится парк миниатюр Минимундус. Недалеко от города находится один из красивейших замков Австрии — Хохостервиц.
С 1998 года в городе проходит международный боди-арт фестиваль World Bodypainting Festival.

## Города-побратимы
Городами-побратимами Клагенфурт-ам-Вёртерзе являются:
| - Висбаден, Германия (1930) - Венло, Нидерланды (1961) - Гориция, Италия (1965) - Нова-Горица, Словения (1965) - Гладсаксе, Дания (1969) - Дессау, Германия (1970) - Душанбе, Таджикистан (1972) - Дахау, Свободное государство Бавария, Германия (1974) | - Жешув, Польша (1975) - Залаэгерсег, Венгрия (1990) - Сибиу, Румыния (1990) - Назарет Иллит, Израиль (1992) - Черновцы, Украина (1992) - Таррагона, Испания (1994) - Наньнин, Китай (2001) - Лаваль, Канада (2005) |